# Mosher Joseph Blumenfeld
Mosher Joseph Blumenfeld (* 23. März 1904 in Saint Paul, Minnesota; † 5. November 1988 in Hartford, Connecticut) war ein US-amerikanischer Jurist. Nach seiner Berufung durch Präsident John F. Kennedy fungierte er ab 1961 als Bundesrichter am Bundesbezirksgericht für den Distrikt von Connecticut.

## Werdegang
Mosher Blumenfeld besuchte nach seinem Schulabschluss die University of Minnesota, an der er 1925 den Bachelor of Arts erwarb. Es folgte 1928 der Bachelor of Laws an der Harvard Law School in Cambridge (Massachusetts). Danach blieb er in Neuengland und betrieb bis 1961 eine Rechtsanwaltspraxis in Hartford. Zwischen 1942 und 1946 fungierte er als Sonderassistent beim Bundesstaatsanwalt für den Distrikt von Connecticut.
Am 7. August 1961 wurde Blumenfeld durch Präsident Kennedy zum Richter am United States District Court for the District of Connecticut ernannt; damit übernahm er einen zuvor neu eingerichteten Sitz. Nach der Bestätigung durch den US-Senat, die acht Tage später erfolgte, konnte er unmittelbar darauf sein Amt antreten. Von 1971 bis 1974 war er als Chief Judge Vorsitzender dieses Bundesgerichts. Am 20. Januar 1977 wechselte er in den Senior Status und ging damit faktisch in den Ruhestand. Sein Sitz fiel an Ellen Bree Burns; den Vorsitz des Gerichts übernahm T. Emmet Clarie. Mosher Blumenfeld verstarb am 5. November 1988 in Hartford und wurde auf dem Friedhof der Emanuel-Synagoge in Wethersfield beigesetzt.